# Майкл Річард Юрем Кліффорд
Майкл Річард Юрем Кліффорд (англ. Michael Richard Uram 'Rich' Clifford; 13 жовтня 1952 — 28 грудня 2021) — астронавт НАСА. Здійснив три космічні польоти на шаттлах: STS-53 (1992 р., «Дискавері»), STS-59 (1994 р., «Індевор») і STS-76 (1996 р., «Атлантіс»), здійснив один вихід у відкритий космос, підполковник Армії США.

## Особисті дані і освіта

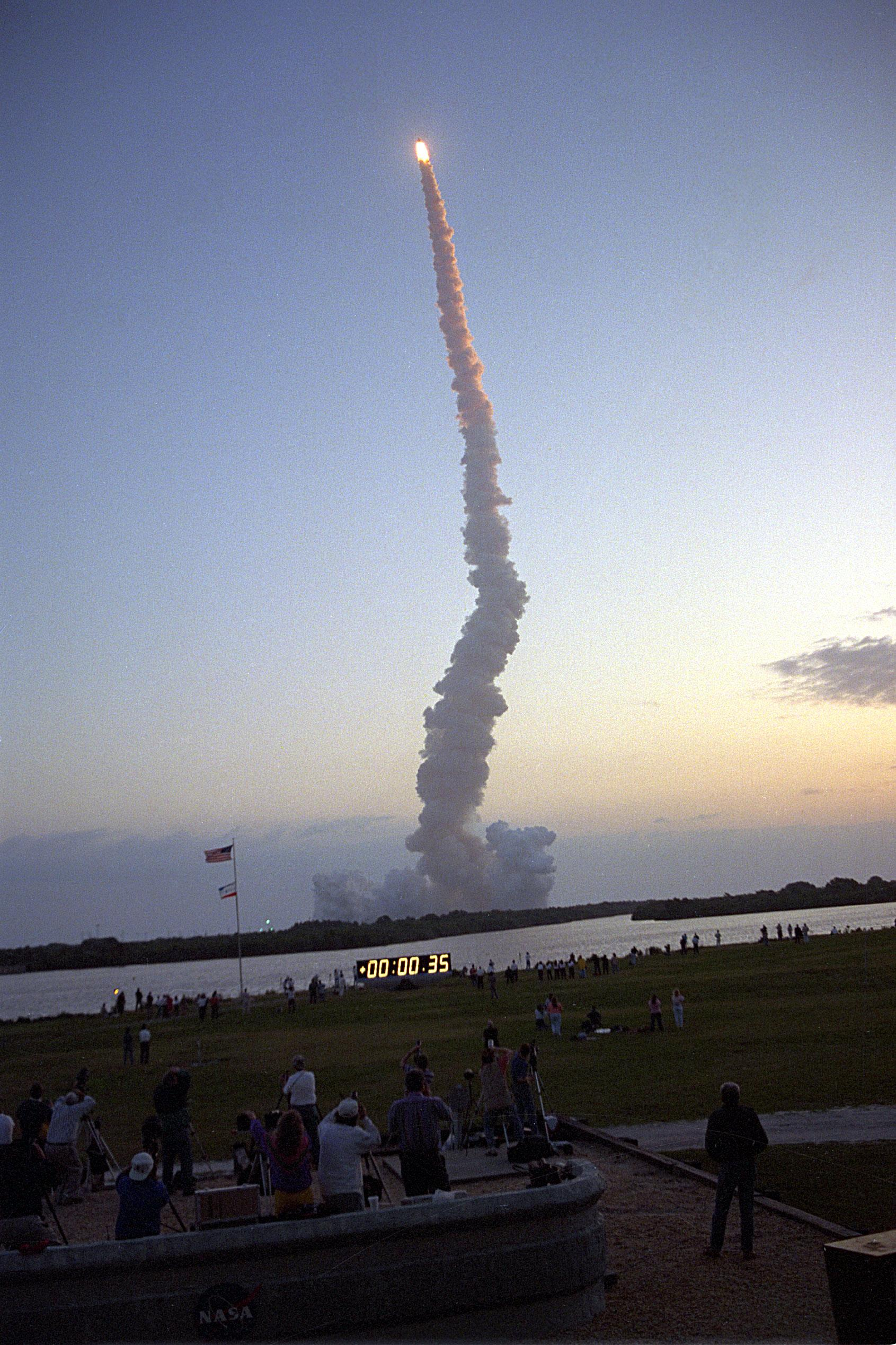
STS-59: старт.

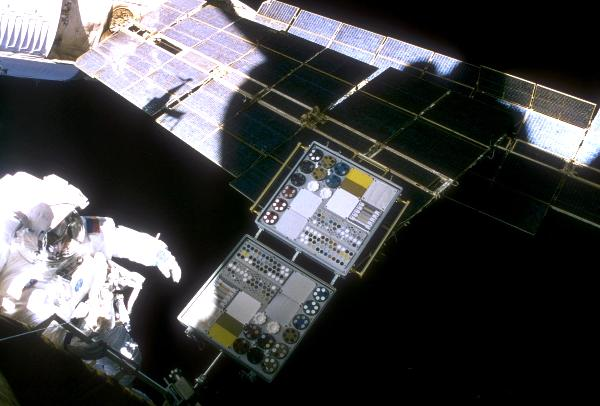
STS-76: Установка апаратури на зовнішній стороні станції Мир.

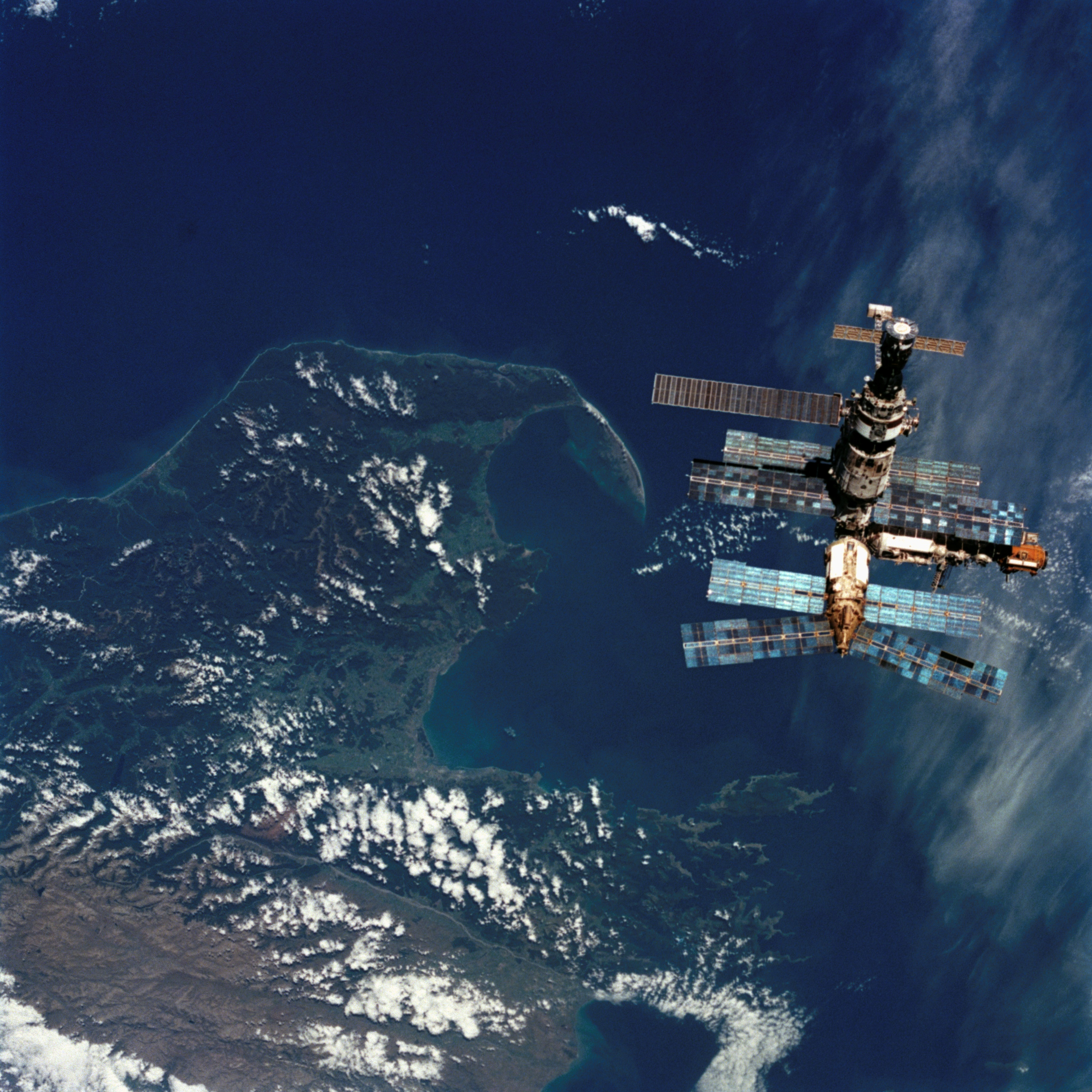
STS-76: вид на станцію Мир.

Майкл Кліффорд народився 13 жовтня 1952 року в місті Сан-Бернардіно, штату Каліфорнія. Але своїм рідним вважає місто Огден, штат Юта, де в 1970 році закінчив середню школу. В 1974 році здобув ступінь бакалавра у Військовій Академії США — Вест-Пойнт, штат Нью-Йорк. У 1982 році здобув ступінь магістра і доктора наук у галузі аерокосмічної техніки — Технологічний інститут штату Джорджія.
Одружений з Ненсі Елізабет Брансон з міста Дарлінгтон, штату Південна Кароліна. У них двоє синів: Річард Бенджамін (нар. 14 березня 1980) і Брендон Брансон (нар. 19 травня 1983). Він любить польоти, гольф, теніс, водні і гірські лижі, бейсбол і спортивні тренування молоді.

## До НАСА
Після закінчення Військової Академії США в червні 1974, Кліффорд був покликаний лейтенантом в Армію США. Він відслужив строкову службу в Форт-Карсон, штат Колорадо. У 1976 році він вступив до Авіаційного училища. Він був визнаний найкращим випускником у своєму класі. Був призначений на три роки як командир взводу в Нюрнберг, ФРН. У 1982 році, після отримання ступеня магістра наук, отримав розподілення на факультет механіки у Військову Академію США як викладач і доцент. У грудні 1986 року він закінчив Училище льотчиків морської авіації і став служити льотчиком-випробувачем. Має понад 3400 годин нальоту на різних типах літаків і вертольотів. У грудні 1995 року підполковник Кліффорд звільнився з армії Сполучених Штатів.

## Підготовка до космічних польотів
У липні 1987 року Кліффорд був переведений в Космічний Центр імені Джонсона в Х'юстоні, штат Техас. Брав участь у 10-му, 11-му і 12-му наборах астронавтів НАСА. У січні 1990 року був зарахований до загону НАСА в складі тринадцятого набору, кандидатом в астронавти. Став проходити навчання за курсом загальнокосмічної підготовки (ОКП). Після закінчення курсу, в липні 1991 року отримав кваліфікацію «спеціаліст польоту» і призначення в Офіс астронавтів НАСА. Він займався питаннями запуску і посадки шаттлів, післястартовою оцінкою відпрацьованих прискорювачів. Брав участь у проектуванні, розробці та оцінці корисного навантаження шаттлів і устаткування для позакорабельної діяльності (ПКД) екіпажу.

## Польоти в космос
- Перший політ — STS-53[3], шаттл «Діскавері». З 2 по 9 грудня 1992 року як «фахівець польоту». Основне корисне навантаження засекречене, виводилося з метою міністерства оборони США. Два додаткові навантаження незасекречені. Під час польоту проводилося 9 несекретних експериментів. У польоті був запущений супутник USA-89 (NSSDC ID 1992-086B), іноді також званий «DoD-1». Цей супутник був другим у серії комунікаційних супутників Satellite Data System-2 (SDS-2), першим був USA-40, запущений в STS-28. Додатковими корисними навантаженнями, встановленими в Get Away Special (GAS) у вантажному відсіку були: Orbital Debris Radar Calibration Spheres (ODERACS-1) і комбінований експеримент Shuttle Glow Experiment / Cryogenic Heat Pipe Experiment (GCP). STS-53 — остання місія шатлів військового призначення. Тривалість польоту склала 7 днів 7:00 21 хвилину.
- Другий політ — STS-59[4], шаттл «Індевор». З 9 по 20 квітня 1994 року як «фахівець польоту». Основною метою місії було вивчення великомасштабних процесів у природі та зміни клімату. Для виконання цілей місії на шатлі була змонтована «Космічна радарна лабораторія» SRL-1 (Space Radar Laboratory) до складу якої входять два радара: радар побудови радіолокаційного зображення SIR-C (Shuttle Imaging Radar) і радар з синтезованою апертурою X-SAR (X -band Synthetic Aperture Radar), а також прилад для моніторингу забруднень в атмосфері MAPS (Measurement of Air Pollution from Satellite). Тривалість польоту склала 11 діб 5:00 20 хвилин [6].
- Третій політ — STS-76[5], шаттл «Атлантіс». З 22 по 31 березня 1996 року як «фахівець польоту». Основними завданнями місії STS-76 були доставка на орбітальну станцію «Мир» необхідних вантажів (зокрема, 590 кг води і 862 кг обладнання): за відсіком зі стикувальною системою шаттла (ODS), у відсіку корисного навантаження був герметичний модуль "Spacehab-SM "(від англ. Single Module). Були проведені ряд медикобіологічних і технологічних експериментів. Під час польоту виконав один вихід у відкритий космос: 27 березня 1996 — тривалістю 6 годин 2 хвилини. Тривалість польоту склала 9 діб 5:00 17 хвилин.

Загальна тривалість позакорабельної діяльності — 6:00 2 хвилини. Загальна тривалість польотів в космос — 27 днів 18 годин 24 хвилини.

## Після польотів
У 1994 році Кліффорду поставили діагноз: хвороба Паркінсона, про цей діагноз знав його командир корабля — Кевін Чілтон. Після польоту на STS-76 (1996) Кліффорд вирішив, що він більше не повинен літати, оскільки темпи розвитку хвороби були не відомі. Пішов з загону астронавтів і звільнився з НАСА в січні 1997 року. З січня 1997 року став працювати Керівником польоту орбітальної станції в корпорації Боїнг. Документальний фільм про його боротьбу з хворобою повинен бути випущений в 2012 році.

## Нагороди та премії
Нагороджений: Медаль «За космічний політ» (1992, 1994 і 1996), Медаль «За бездоганну службу» (США), Орден «Легіон пошани», Медаль «За похвальну службу» (США) та багато інших.

## Джерело
- Офіційна біографія НАСА [Архівовано 23 листопада 2013 у Wayback Machine.](англ.)